# Station Čeperka
Station Čeperka (Tsjechisch: Železniční zastávka Čeperka) is een spoorwegstation in Tsjechië, tussen Pardubice en Hradec Králové. Het station ligt in het dorp Čeperka in de okres Pardubice. Station Čeperka ligt aan lijn 031 van de České dráhy, die van Pardubice via Hradec Králové naar Jaroměř loopt.
Station Čeperka ligt 3 kilometer ten noorden van het station Stéblová en vier kilometer ten zuiden van station Opatovice nad Labem.
Pardubice hlavní nádraží ↔ Pardubice-Rosice nad Labem ↔ Pardubice-Semtín ↔ Stéblová ↔ Čeperka ↔ Opatovice nad Labem ↔ Hradec Králové hlavní nádraží ↔ Předměřice nad Labem ↔ Lochenice ↔ Smiřice ↔ Černožice - Semonice ↔ Jaroměř